# Gimnastyka na Letnich Igrzyskach Olimpijskich 1904 – ćwiczenia z maczugami
Ćwiczenia z maczugami były jedną z jedenastu konkurencji gimnastycznych rozgrywanych podczas III Letnich Igrzysk Olimpijskich w Saint Louis. Zawody odbyły się w dniu 28 października 1904.
Nie zachowały się informacje o liczbie zawodników startujących w tej konkurencji. Znamy tylko nazwiska medalistów. Wszyscy oni pochodzili ze Stanów Zjednoczonych Ameryki.
Zawodnik maksymalnie mógł zdobyć 15 punktów.

## Wyniki
| Pozycja | Zawodnik      | Punkty |
| ------- | ------------- | ------ |
| 1.      | Edward Hennig | 13     |
| 2.      | Emil Voigt    | 9      |
| 3.      | Ralph Wilson  | 5      |